# Дионисий V
Патриа́рх Дионисий V (греч. Πατριάρχης Διονύσιος Ε΄; 22 марта 1820, Адрианополь, Османская империя — 13 августа 1891, Константинополь) — Патриарх Константинопольский с 23 января 1887 года до своей кончины.
До избрания патриархом в русских правящих кругах имел репутацию крайнего туркофила и русофоба; его патриаршество было отмечено нейтральным отношением к России и кульминацией противостояния между Церковью и Портой в вопросе о правах и привилегиях (прономиях) Патриархии, которое завершилось победой последней в данном вопросе.

## Биография и деятельность
Учился в местной школе; с 1839 года преподавал в Саранда Екклесиас, затем в Дидимотике.
В 1851 году рукоположён в диакона, состоял протосинкеллом. В 1856 году хиротонисан во пресвитера; в 1858 — во епископа, назначен на Крит, в 1868 — в Дидимотику.
По отречении Патриарха Григория VI, с июня по сентябрь 1871 года, был местоблюстителем патриаршего престола.
С 1 мая 1873 года — митрополит Адрианопольский.
В Адрианополе активно выступал против болгарских экзархистов, сотрудничая с оттоманскими властями. В ходе русско-турецкой войны занял активную антироссийскую позицию. 6 февраля 1878 года подвергся нападению со стороны толпы болгар, а также местных греков (согласно судебному разбирательству); был спасён отрядом казаков под командованием Константина Павловича Вильчиковского.
14 ноября 1880 года переведён на Никейскую кафедру; управлял ею из Константинополя, проживая в его предместье Макрохории в своём частном доме. 22 января 1886 переведён обратно в Адрианополь.
После отставки 14 ноября 1886 года, ввиду болезни, Патриарха Иоакима IV, 23 января 1887 года был избран его преемником. Выборы проходили в крайне напряжённой обстановке: значительная часть греков Константинополя требовала возвращения на престол Иоакима III (при выдвижении кандидатов получил равное с Дионисием число голосов), которого поддерживало российское правительство; правительство Трикуписа Греческого королевства поддерживало Дионисия. В своей депеше от 29 декабря 1886 (10 января 1887 года) посол в Константинополе Александр Нелидов прямо называл Дионисия «врагом России»; в своих беседах с «влиятельными лицами» Нелидов предостерегал от избрания Дионисия, «известного своей ненавистью к России и славянам».
По своём избрании проявлял умеренные подходы в сношениях с Россией. Его патриаршество было ознаменовано возобновлением острого противостояния Патриархии и Порты в вопросе о традиционных правах и привилегиях первой по оттоманскому законодательству (конфликт начался в начале 1880-х в патриаршество Иоакима III и касался прежде всего судебных полномочий Патриарха и митрополитов трона в гражданских делах). Его ближайшим помощником стал Родосский митрополит Герман (впоследствии Патриарх Герман V; в 1888 году переведён на Ираклийскую кафедру), выступавший с наиболее непримиримых позиций по вопросу о прономиях. 23 июля 1890 года принёс отречение; 28 сентября Патриарх и Синод пошли на беспрецедентный шаг — объявление интердикта под предлогом отставки Патриарха и митрополитов: было воспрещено совершение любых богослужений за исключением экстренных треб; интердикт привёл к тому, что Порта распорядилась открыть греческие храмы силою и сделала угрозы в адрес ряда митрополитов. Капитуляция Порты в рождественский Сочельник (24 декабря) того же года (5 января 1891 года) вызвала массовое ликование греческого населения в Константинополе; Дионисий триумфально возвратился в столицу из своего загородного дома под возгласы народа — Ζήτω. Менее удачной были его попытки не допустить выдачу бератов Охридскому и Ускюбскому (в Скопье) митрополитам из болгар (см. греко-болгарская схизма). В 1888 году воздержался от поздравления с 25-летним юбилеем короля Греции Георгия I и не принял участия сам, ни чрез своего представителя, в торжественном богослужении в одной из церквей Галаты, чем вызвал шквал критики в Греции.
Был последним Константинопольским Патриархом, строго соблюдавшим протокольный этикет, сложившийся в Фанаре в оттоманскую эпоху.
Скончался 13 августа 1891 года вследствие поразившего его утром 4 августа апоплексического удара. Был погребён в монастыре «Живоносный источник» в Ва́лукли; ему наследовал Неофит VIII.